# مجموعة 5+5
مجموعة 5+5 أو مجموعة خمسة زائد خمسة هي مجموعة دول غرب البحر الأبيض المتوسط، تعمل تحت غطاء الإتحاد الأوروبي وتهتم بمسائل الشراكة الاقتصادية، التنمية، الأمن في المنطقة وتنظيم الهجرة وقمع الهجرة الغير الشرعية.
تضم مجموعة «خمسة زائد خمسة» خمس دول أوروبية هي إسبانيا وفرنسا وإيطاليا والبرتغال ومالطا، ودول اتحاد المغرب العربي الخمس.
و تسعى هذه المجموعة أيضا إلى تطوير العلاقات والاجتماعية والثقافية والتبادل العلمي والتكنولوجي بين أعضائها.
طونيو بورد، وزير خارجية مالطا طرح إمكانية توسيع محموعة 5+5 من خلال ضم مصر واليونان إليها لتصبح 6+6.
.
وتسعى المجموعة التي أنشئت سنة 1990 بروما إلى تكثيف التشاور بين البلدان الأعضاء وتعزيز التعاون الإقليمي والحوار السياسي وتحقيق التوافق بشأن المقاربات الممكنة للقضايا والإشكاليات ذات الاهتمام المشترك.
لقد تم ذكر هذه المقالة ضمن رسالة ماجستير، وبياناتها كما يلي: الهجرة غير الشرعية وأثرها على الأمن القومي الليبي، (2011-2017). Illegal Immigration and Its Impact on Libyan National Security (2011-2017)، إعداد الطالب/ محمد إمحمد محمد أبو زيد، إشراف الأستاذ الدكتور عمر الحضرمي، قُدمت هذه الرسالة استكمالًا لمتطلبات الحصول على درجة الماجستير في العلوم ً السياسية، قسم العلوم السياسية، كلية الآداب والعلوم، جامعة الشرق الأوسط، كانون الثاني، 2019. وقد تم اقتباس هذه المقالة من السيد شريف، ايمان (2010). الشباب المصري والهجرة غير الشرعية، المركز القومي للبحوث الاجتماعية والجنائية، قسم بحوث ، الجريمة، القاهرة. ومضمون ذلك هو الاتفاقيات والبروتوكولات الدولية التي وقعت عليها ليبيا للحد من ظاهرة الهجرة غير الشرعية.
1. ↑  "بحث". search.mandumah.com. اطلع عليه بتاريخ 2024-10-18.